# Condado de Suwannee
O condado de Suwannee (em inglês:  Suwannee County) é um dos 67 condados do estado americano da Flórida. A sede e cidade mais populosa do condado é Live Oak. Foi fundado em 21 de dezembro de 1858.

## Geografia
De acordo com o United States Census Bureau, o condado possui uma área de 1 793 km², dos quais 1 783 km² estão cobertos por terra e 10 km² por água. Localiza-se na região centro-norte do estado.

## Demografia
Segundo o censo nacional de 2010, o condado possui uma população de 41 551 habitantes e uma densidade populacional de 23 hab/km². Possui 19 164 residências, que resulta em uma densidade de 11 residências/km².
Das duas localidades incorporadas no condado, Live Oak é a mais populosa e a densamente povoada, com 6 850 habitantes e densidade populacional de 349 hab/km². Branford é a menos populosa, com 712 habitantes. De 2000 para 2010, a população de Live Oak cresceu quase 6%.